# Rita Dolores Pujalte Sanchez
Rita Dolores Pujalte Sanchez (ur. 19 lutego 1853 w Alicante, zm. 20 lipca 1936 w Madrycie) – hiszpańska zakonnica, męczennica, Błogosławiona Kościoła katolickiego.

## Życiorys
Pochodziła z religijnej rodziny. Mając 35 lat, w 1888 roku wstąpiła do zgromadzenia Sióstr Miłosierdzia Najświętszego Serca Jezusa. Podczas wojny domowej w Hiszpanii w dniu 20 lipca 1936 roku została zastrzelona, wraz z siostrą Franciszką Aldea Araujo. Została beatyfikowana razem z nią przez Jana Pawła II w dniu 10 maja 1998 roku.